# Коронавірусна хвороба 2019 на Мадейрі
Епідемія коронавірусної хвороби 2019 на Мадейрі — це поширення пандемії коронавірусної хвороби 2019 на територію островів Мадейра, що мають статус автономного регіону Португалії. Перший випадок хвороби на островах зареєстрований 17 березня 2020 року.

## Передумови
Автономний регіон Мадейра є одним з найбільших туристичних регіонів Португалії, тому регіональному уряду довелося дуже рано почати обмежувальні заходи. На початку лютого регіональна влада представила регіональний план дій у надзвичайних ситуаціях, запровадила заходи щодо контролю за пасажирами та екіпажами в аеропортах, і призупинила причалювання круїзних кораблів і яхт, призупинила рейси з країн із активною передачею інфекції, звернувся до адміністрації президента щодо закриття регіональних аеропортів, оголосила стан тривоги на всій території автономного регіону, і запровадила обов'язковий карантин для всіх, хто прибуває на територію островів, ще до того, як 17 березня були зареєстровані перші випадки в регіоні.

## Хронологія

### Березень 2020 року
13 березня в автономному регіоні Мадейра запроваджено стан тривоги, метою якого є приведення всіх засобів цивільного захисту в стан готовності та призупинення деяких прав і свобод населення для більшого стримування поширення хвороби.
17 березня було зареєстровано перший випадок хвороби на островах в туриста з Нідерландів, який перебував у готелі у Фуншалі.
18 березня президент Португалії, за погодженням з Державною радою та урядом країни та з дозволу парламенту, видав указ про запровадження надзвичайного стану по всій країні у зв'язку зі стихійним лихом, спричиненим пандемією нового коронавірусу. Надзвичайний стан передбачає комплекс заходів від закриття другорядних служб до обмеження пересування людей, коли для неї нагальної необхідності. На Мадейрі було підтверджено ще 2 випадки зараження.
19 березня на островах підтверджено ще 3 випадки хвороби, всього 6 випадків (5 нідерландців і місцевий житель, який повернувся з Дубая і вже був на карантині).
20 березня регіональні органи охорони здоров'я підтверили ще одне зараження, зазначаючи, що інфіковані прибули з Нідерландів, Великої Британії та регіону Лісабона і долини Тежу в континентальній частині Португалії.
21 березня виявлено ще 1 випадок зараження новим коронавірусом. Загалом на островах було 8 підтверджених випадків хвороби (2 чоловіки та 6 жінок), усі знаходились у лікарні.
22 березня регіональний секретаріат охорони здоров'я повідомив про ще один випадок хвороби в місцевого жителя.
23 березня кількість інфікованих зросла до 12 (4 чоловіки та 8 жінок, 2 віком від 20 до 29 років, 6 від 60 до 69 років і 4 від 70 до 79 років), що на 3 більше, ніж напередодні.
24 березня на Мадейрі було зареєстровано ще 4 випадки хвороби, загальна кількість випадків зросла до 16 (4 випадки у нідерландців і 12 у португальців, 6 випадків у жінок і 6 випадків у чоловіків).
25 березня знову було зареєстровано 4 випадки хвороби, як і минулого дня. Загалом на островах було 20 випадків хвороби, серед них 7 чоловіків і 13 жінок, 5 віком до 29 років, 2 віком від 50 до 59 років, 8 віком від 60 до 69 років і 5 віком від 70 до 79 років.
26 березня зареєстровано ще один випадок хвороби в мешканки островів віком від 50 до 59 років, яка повернулася з Франції.
27 березня зареєстровано ще 3 випадки хвороби в місцевих жителів. Кількість заражень зросла до 24.
28 березня зареєстровано ще 10 випадків (5 чоловіків та ще 5 жінок: 2 віком від 20 до 29 років; один віком від 30 до 39 років; 2 від 40 до 49 років; 2 від 50 до 59 років та 3 між віковою групою від 70 до 79 років). Усі вони є мешканцями автономного регіону Мадейра, 3 — з муніципалітету Фуншал, 2 — з Камара-де-Лобуш, 3 — з Понта-ду-Сол і 2 — із Санта-Крус. Безпосередньо на островах інфіковано 5 осіб. 5 інфікованих повернулися з постраждалих районів: 1 з континенту, з Північного регіону, 1 зі Швейцарії, 2 з Бразилії та 1 з кількох місць із активною інфекцією (Об'єднані Арабські Емірати, Іспанія та материкова Португалія). Кількість інфікованих зросла до 34, це найбільше зростання кількості випадків у порівнянні з попередньою добою.
29 березня на островах підтверджено ще 5 інфікувань. Один випадок був завезений з Австралії, а 4 були інфіковані внаслідок місцевої передачі вірусу від попередніх випадків.
30 березня зареєстровано ще одного інфікованого 40 років, який інфікувався місцево, оскільки був у контакті з іншим хворим. Проте в регіоні досі не було активної місцевої передачі вірусу.
31 березня виявлено ще 2 інфікованих, один у віці від 10 до 19 років з Порту-Санту, який інфікувався місцево; та другий віком від 30 до 39 років у Фуншалі, який повернувся зі Сполучених Штатів Америки.

### Квітень 2020 року
1 квітня виявлено ще один випадок хвороби, чоловіка віком 60-69 років з Понта-ду-Сол, який повернувся з Великої Британії, і вже був на карантині.
2 квітня на Мадейрі не було зафіксовано жодного випадку хвороби. Регіональний уряд після консультації з Постійним комітетом законодавчих зборів автономного регіону Мадейра дає схвальний висновок щодо розширення надзвичайного стану президентом республіки на всій території Португалії. Асамблея Республіки в Лісабоні затвердила президентський указ, який встановив продовження надзвичайного стану по всій території країни ще на 15 днів.
3 квітня, після дня, коли не було зареєстрованих випадків, на Мадейрі зареєстровано ще одне зараження новим коронавірусом, молодий чоловік віком від 20 до 29 років із Лісабона, який уже був на карантині. Того дня на островах булої 44 інфікованих.
4 квітня на островах підтверджений новий випадок хвороби, у вагітної жінки в першому триместрі вагітності 20-29 років, інфікованої місцево. Також зареєстровано перше одужання та перша необхідність апарату штучної вентиляції легень.
5 квітня повідомлено про ще два випадки місцевого інфікування, які знаходились у тісному контакті з хворим, у якого інфікування виявлено минулого дня, хворі були віком від 50 до 59 років, та проживали у Фуншалі.
6 квітня регіональна влада оголошує про посилення обмежень на поїздки у зв'язку з Великоднем з метою мінімізації кількості заражень. На островах підтверджено 48-й випадок зараження новим коронавірусом. Цей випадок зареєстровано в особи віком від 20 до 29 років, яка проживає у Фуншалі, та була інфікована в регіоні внаслідок тісного контакту.
7 квітня підтверджено новий випадок хвороби у хлопця віком від 10 до 19 років із міста Санта-Круш, який уже перебував на карантині після повернення із Великої Британії.
8 квітня зареєстровано ще один випадок хвороби, завезений випадок у жителя муніципалітету Машіку, який повернувся з Великої Британії.
11 квітня після 2 днів поспіль без нових заражень на островах підтверджено друге одужання.
12 квітня через 3 дні без появи нових випадків було зареєстровано ще один випадок, завезений із Великої Британії. Регіональний секретар охорони здоров'я та цивільного захисту вкотре наголосив, що кордони потрібно було закрити раніше.
13 квітня виявлено розбіжності між даними Головного управління охорони здоров'я та регіонального секретаріату охорони здоров'я Мадейри. Головне управління охорони здоров'я пояснило, що це виникло тому, що в загальнодержавних бюлетенях враховуються хворі з діагнозом на континенті, але з податковим місцем проживання в автономному регіоні.
14 квітня підтверджені ще два випадки хвороби, в чоловіка із Санта-Круш, який повернувся із Великої Британії, та в мешканця Камара-де-Лобос, який прибув із Мозамбіку.
17 квітня, через 3 дні після останнього зараження, органи охорони здоров'я підтвердили 54-й випадок в регіоні в жителя Камара-де-Лобос, віком від 20 до 29 років, який контактував з особами, які були на материку. Було також зареєстровано ще 7 одужань.
18 квітня підтверджено ще 10 нових випадків в Камара-де-Лобос. У зв'язку з цим експоненціальним зростанням випадків, в одноіменній парафії вищезгаданого муніципалітету було введено карантинні обмеження.
19 квітня зафіксовано найбільше зростання кількості випадків на той час, зареєстровано на 19 випадків більше, ніж попередньої доби. 16 із цих випадків були інфікованими місцево в Камара-де-Лобос, де з попереднього дня було встановлено санітарний кордон; решта у Фуншалі та Порту-Санту. Також було підтверджено ще 3 одужання.
20 квітня зареєстровано ще 2 зараження, а також нове одужання. Новими хворими були двоє чоловіків, один із Камара-де-Лобос, а інший із Фуншалу. Того ж дня було запущено проєкт «Telensino: Estudar com Autonomia», у рамках якого РТР Мадейри транслювала 30-хвилинні заняття з предметів, що підлягають іспиту в середній школі. Подібний проєкт був запущений того ж дня на національному рівні на «RTP Memória» для базової середньої освіти (#EstudoEmCasa).
22 квітня на островах не було нових випадків хвороби, за добу було зареєстровано ще 7 одужань.
24 квітня після трьох днів без нових заражень підтверджено випадок зараження новим коронавірусом в жителя Камара-де-Лобос віком від 20 до 29 років, у якого вже виявлено зв'язок із ланцюгом передачі в парафії. Ще одне одужання було також підтверджено на території островів, внаслідок чого кількість одужань досягла 21.
25 квітня знову не зареєстровано нових випадків хвороби, зареєстровано 10 нових одужань.
26 квітня на островах знову не було зареєстровано нових заражень. Також було підтверджено ще 3 одужання, кількість одужань зросла до 34.
27 квітня на Мадейрі було підтверджено ще одне одужання, кількість одужань досягла 35. Нових випадків інфікування на островах знову не виявлено.
28 квітня протягом доби зареєстровано ще 8 одужань. Загальна кількість одужань зросла до 43, що дорівнювало кількості активних випадків на островах. На Мадейрі знову не зафіксовано нових випадків зараження новим коронавірусом.

### Травень 2020 року
1 травня було підтверджено ще 4 одужання, що довело кількість одужань до 47. Місцеві органи охорони здоров'я задовольнилися тривалою відсутністю нових хворих у регіоні, чекаючи, поки 14 днів інкубаційного періоду коронавірусу пройдуть без нових випадків зараження. Святкуючи День праці, подібно до того як проводилось у деяких містах країни, Загальна конфедерація португальських робітників за підтримки місцевих профспілкових організацій провела демонстрацію у Фуншалі, де забезпечила умови безпеки, рекомендовані санітарними органами, зокрема соціальне дистанціювання та засоби захисту органів дихання мітингарів.
3 травня, на дев'ятий день без нових випадків на Мадейрі було підтверджено ще одне одужання. Цього дня у Камара-де-Лобос було скасовано санітарний кордон, запроваджений з 18 квітня.
5 травня було підтверджено ще 2 одужання — обидва в муніципалітеті Фуншал, одне з яких було у вагітної жінки, внаслідок чого кількість одужань зросла до 50.
6 травня, після 11 днів поспіль без нових випадків хвороби, органи охорони здоров'я повідомили про ще 4 випадки зараження новим коронавірусом в регіоні, всі 4 випадки в Камара-де-Лобос в осіб віком від 20 до 59 років.
7 травня повідомлено про ще одне одужання, внаслідок чого кількість одужань досягла 51. Президент регіонального уряду Мадейри розкритикував відсутність підтримки та сприйнятливості з боку президента республіки та уряду республіки до побажань, висунутих регіональною виконавчою владою.
8 травня влада островів підтвердила, що ще один пацієнт одужав, на той час на Мадейрі було 52 одужання. Також було оголошено регіональний план відновлення життєдіяльності, який характеризується поступовим відкриттям послуг.
- 11 травня: Сади та лісові масиви;
- 12 травня: спортивні зали, на третину місткості та без групових занять;
- 14 травня: музеї, галереї, культурні центри, бібліотеки та архіви з обов'язковим використанням маски в цих приміщеннях;
- 15 травня: прогулянковим суднам, зареєстрованим в автономному регіоні Мадейра, знову дозволено плавати у водах архіпелагу, а також заборонено плавати човнам, які використовуються для морської, туристичної та спортивної діяльності;
- 18 травня: ресторани, кафе, кондитерські та тераси;

9 травня було підтверджено нове одужання в муніципалітеті Санта-Крус, причому в цьому муніципалітеті більше не залишилось активних випадків хвороби. З цього дня знову можна було проводити меси в церквах.
12 травня, на шостий день без нових випадків хвороби, було підтверджено ще два одужання, один житель муніципалітету Фуншал і один житель муніципалітету Камара-де-Лобос, внаслідок чого кількість одужань досягла 55. У регіоні продовжувала утримуватися відсутність нових випадків інфікування.
14 травня було зареєстровано ще 4 одужання — двоє осіб з муніципалітету Фуншал і двоє з Камара-де-Лобос, що збільшило кількість одужань до 59.
15 травня на Мадейрі знову відкрилися пляжі та купальні комплекси відповідно до інструкцій і правил, викладених у резолюції, ухваленій напередодні.
18 травня середні школи на материку та на Азорських островах знову відкрилися для очного викладання предметів, що підлягають іспитам в 11-му та 12-му класах, а на Мадейрі це відкриття заплановано лише на 1 червня спільно з дитячими садками та дошкільними закладами. Цього дня на Мадейрі відкрилися ресторани та кафе зі зменшеною кількістю місць.
20 травня повідомлено, що ще 5 осіб одужали, таким чином кількість одужань досягла 64. З цього дня обов'язковий карантин після прибуття на Мадейру буде замінений на тестування на COVID-19.
21 травня було підтверджено ще одне одужання хворого у Фуншалі.
22 травня регіональні органи охорони здоров'я підтвердили ще 2 одужання в муніципалітеті Камара-де-Лобос, кількість одужань зросла до 67. Було повідомлено, що тестування після прибуття на острови буде повністю оплачене місцевою владою з липня, як стимул для туризму.
27 травня було підтверджено ще 4 одужання в жителів муніципалітету Камара-де-Лобос, внаслідок чого кількість одужань в регіоні досягла 71.
28 травня урядова рада схвалила резолюцію про оголошення надзвичайної ситуації на Мадейрі з 1 по 30 червня. Встановлено, окрім заходів соціально-економічної підтримки, 14-денного карантину для всіх пасажирів, які висаджуються в аеропортах регіону та не мають негативного тесту на коронавірус, здійсненого не більш ніж за 72 години до прибуття.
29 травня повідомлено, що ще 2 хворих на островах одужали, обидва жителі муніципалітету Камара-де-Лобос. Цього дня на Мадейрі знову відкрилися громадські та приватні басейни.
31 травня На Мадейрі було підтверджено ще 3 одужання, внаслідок чого кількість одужань досягла 76.

### Червень 2020 року
1 червня регіональні органи охорони здоров'я після 25 днів без випадків хвороби підтвердили нове зараження у чоловіка з Центрального регіону, і ще 4 одужання в жителів Камара-де-Лобос. Цього дня, подібно до того, що запроваджено на материку та на Азорських островах 18 травня, повернулися очні заняття для учнів 11-х і 12-х років навчання, переважно більш зосередженому на з'ясуванні сумнівних питань для національних іспитів, і завершення проєкту «Telensino: Estudar com Autonomia» («Telensino: Навчання з автономією»). На островах також відновили роботу дитячі садки та дошкільні заклади.
2 червня органи охорони здоров'я підтвердили, що випадок, зареєстрований напередодні, не буде включено до регіонального підрахунку, оскільки він заразився вірусом у Центральному регіоні, де його тестували і де він буде вважатися позитивним.
3 червня повідомлено, що ще один хворий одужав у регіоні, зокрема в Камара-де-Лобос, внаслідок чого кількість одужань досягла 81.
5 червня на островах було підтверджено ще 2 одужання, що довело кількість одужань до 83. Регіональний секретар охорони здоров'я та цивільного захисту повідомив, що з 15 червня термін обов'язкового карантину з 14 днів після прибуття в регіон буде скорочено до 7 днів, щоб підготуватися до прибуття більшої кількості рейсів, як внутрішніх, так і міжнародних.
7 червня зареєстровано ще 2 одужання, зокрема в жителів муніципалітетів Понта-ду-Сол і Камара-де-Лобуш, внаслідок чого кількість одужань досягла 85. Випадок, який було вилучено з регіонального підрахунку 2 числа, також вважався одужаним.
9 червня, після висловлення наміру наприкінці травня, керівник місцевої адміністрації повідомив, що місцева влада забезпечить повну оплату праці працівників, які звільняються у зв'язку з пандемією.
12 червня повідомлено про ще 3 одужання, усі вони мешканці Камара-де-Лобос, на островах залишилось 2 активних випадки хвороби.
14 червня повідомлено про ще одне одужання жителя Фуншала, внаслідок чого кількість одужань, досягла 89, а в регіоні залишився лише один активний випадок.
18 червня, після 42 днів без реєстрації нових випадків хвороби, регіональні органи охорони здоров'я підтвердили ще один випадок у жителя острова Санта-Круш, який повернувся з регіону Лісабон і Вале-ду-Тежу, де спостерігалось найбільше зростання випадків за день по країні.

### Грудень 2021 року
31 грудня 2021 року на Мадейрі було зареєстровано 1157 нових випадків хвороби, що є найвищим показником за добу з початку пандемії. Цього дня на Мадейрі з березня 2020 року зафіксовано 134 смерті, пов'язані з коронавірусною хворобою. З початку пандемії на архіпелазі зареєстровано 20587 підтверджених випадків зараження коронавірусом, з яких 16431 одужали.